# Jacob Talmon
Jacob Leib Talmon (* 14. Juni 1916 in Rypin, Kongresspolen; † 16. Juni 1980 in Jerusalem, Israel) war ein israelischer Historiker und Professor für zeitgenössische Geschichte an der Universität von Jerusalem. Sein Lebenswerk widmete er seiner Trilogie der „Geschichte der totalitären Demokratie“. Er wurde aufgrund seines scharfen Antimarxismus, der sich durch sein gesamtes Werk zieht, als „Kalter-Kriegs-Liberaler“ eingeordnet.

## Leben
Talmon wurde in Polen als Jakov Leib Fleischer in einer orthodoxen jüdischen Familie geboren. Er wanderte 1934 nach Tel Aviv aus, um an der Hebräischen Universität Jerusalem zu studieren. Im Jahre 1939 setzte er seine Studien an der Sorbonne der Universität von Paris fort; er verließ das Land 1940 infolge des Frankreichfeldzuges in Richtung London. 1943 erwarb er den Abschluss Ph. D. an der London School of Economics. 1949 kehrte er nach Israel zurück und begann die Lehrtätigkeit an der Hebräischen Universität Jerusalem. 1957 erhielt er den Israel-Preis. 1968 wurde er zum Mitglied der Israelischen Akademie der Wissenschaften gewählt.
Talmon studierte die Entwicklungsgeschichte des Totalitarismus und kam zum Schluss, dieser Messianismus sei aus der französischen Revolution hervorgegangen. Hierbei betonte er die Ähnlichkeiten zwischen dem Jakobinismus und dem Stalinismus und prägte die Begriffe „Totalitäre Demokratie“ und „Politischer Messianismus“.
Sein Lebenswerk begann 1952 mit Die Ursprünge der totalitären Demokratie (1952, The Origins of Totalitarian Democracy) als erster Band der Trilogie Die Geschichte der totalitären Demokratie. Reinhart Koselleck, Mitbegründer der Begriffsgeschichte, ordnete 1963 Talmon mit seiner Klarheit, Stringenz und Gründlichkeit ein in eine Reihe mit Tocqueville, Taine und Brinton. Talmon habe die Glaubensspaltung zwischen einer „liberal-empirischen und einer totalen Demokratie“ als „brennende Fragestellung der Gegenwart an die Französische Revolution herangetragen […], nach dem Zusammenhang zwischen Terror und politischer Glaubensgewissheit, zwischen Diktatur und totalem Erlösungsanspruch.“ Weiteres Hauptwerk war Political Messianism: The Romantic Phase. Talmon argumentierte, dass Rousseaus Standpunkt am besten als „Totalitäre Demokratie“ verstanden werden könne. Seine Philosophie verstehe sich „nur im Ziel und der Erlangung eines absoluten kollektiven Zwecks“.
Talmons anti-utopischer Liberalismus weist Ähnlichkeiten mit den politischen Gedanken von Karl Popper auf.

## Hauptwerke
- Jacob L. Talmon: Die Geschichte der totalitären Demokratie. Hrsg.: Uwe Backes. Vandenhoeck & Ruprecht, Göttingen 2013, ISBN 978-3-525-31012-0 (archive.org, Band 1, englisch [abgerufen am 7. Januar 2023] englisch: The History of Totalitarian Democracy. London 1952. Drei Bände 1952–1980).
- The Nature of Jewish History - Its Universal Significance. 1957.
- Political Messianism - The Romantic Phase. 1960 (deutsch: Politischer Messianismus, Köln 1963).
- The Unique and The Universal. 1965.
- Romanticism and Revolt. 1967.
- Israel among the Nations. 1968.
- The Age of Violence. 1974.
- The Myth of Nation and Vision of Revolution, The Origins of Ideological Polarization in the 20th Century. 1981.
- The Riddle of the Present and the Cunning of History. 2000 (hebrew, p.m.).